# Florian Jungwirth
Florian Jungwirth (Gräfelfing, 27 gennaio 1989) è un ex calciatore tedesco, di ruolo difensore.